# Pawilon Secesji w Wiedniu
Pawilon Secesji (niem. Wiener Secessionsgebäude) – pawilon wystawowy stowarzyszenia Secesja Wiedeńska w Wiedniu.
Budynek został wybudowany z inicjatywy grupy młodych wiedeńskich artystów, którzy powołali w 1897 stowarzyszenie Secesja Wiedeńska, które sfinansowało jego budowę, a miasto Wiedeń użyczyło na ten cel bezpłatnie działkę budowlaną przy Karlsplatz. Został wzniesiony w latach 1898–1899 przez Josepha Marię Olbricha przy współpracy Gustava Klimta i skupionej przy nim grupy artystów. Stał się szybko jednym z symboli nowego nurtu w sztuce – secesji i wzorem jej architektury.
Budynek o geometrycznie prostej bryle stoi na betonowych filarach, których podstawy znajdują się osiem metrów pod ziemią w miejscu gdzie płynie podziemna rzeka Wien. Ta prostota w połączeniu z bielą fasad robi wrażenie pewnej elegancji. Ten geometryzm wiedeńskiej secesji jest również widoczny w detalach architektonicznych wykonach często z połączeń kamienia, szkła i metalu. Kopuła nawiązująca do znajdującej się po drugiej stronie placu Karlskirche nie jest jednak sklepieniem, lecz ażurową sferą utkaną z wyciętych z metalu liści wawrzynu (wykonanych z pozłacanego brązu). Pod kopułą znajduje się napis wykonany złotymi literami: Der Zeit ihre Kunst, der Kunst ihre Freiheit stanowiący motto secesji. Po lewej stronie drzwi wejściowych znajduje się drugie motto: Ver Sacrum (Święta Wiosna), które miało wyrażać nadzieję na nowy rozkwit artystyczny i było tytułem magazynu artystycznego stowarzyszenia. Brązowe drzwi wejściowe zostały wykonane przez Georga Klimta (brata Gustava) według projektu Olbrichta. Dwie mozaikowe misy obok schodów prowadzących do portalu wejściowego są autorstwa Roberta Oerleya. Sześć sów na dwóch fasadach bocznych zaprojektował Koloman Moser. Gorgony nad drzwiami frontowymi wykonano według projektu Othmara Schimkowitza. Po prawej stronie budynku znajduje się brązowa statua Marka Antoniusza autorstwa Arthura Strassera, która została pierwotnie stworzona na Międzynarodowe Targi Paryskie w 1900 roku.

Po drugiej wojnie światowej przeprowadzono dwa generalne remonty budowli (1985-1986 oraz 2016-2018) pod kierownictwem Adolfa Krischanitza. Fryz namalowany przez Gustava Klimta (Fryz Beethovena -„Tęsknota za szczęściem” na podstawie interpretacji IX Symfonii Richarda Wagnera przez Ludwiga van Beethovena) na wystawę czasową w 1902 poświęconą Beethovenowi został w wyniku tych przebudów umieszczony na stałe w klimatyzowanej piwnicy która stanowi nową salę ekspozycyjną. 

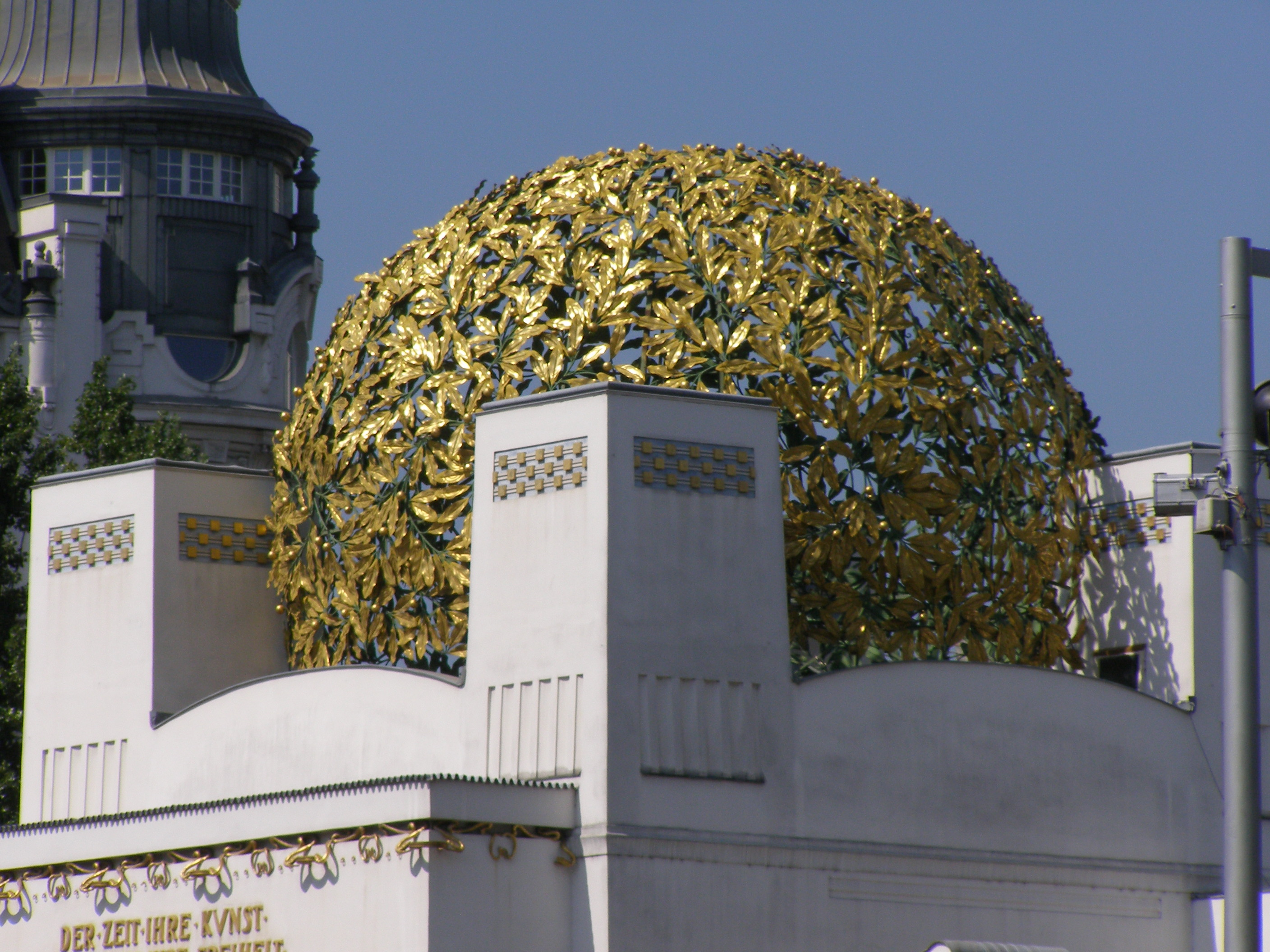
Kopuła domu Secesji
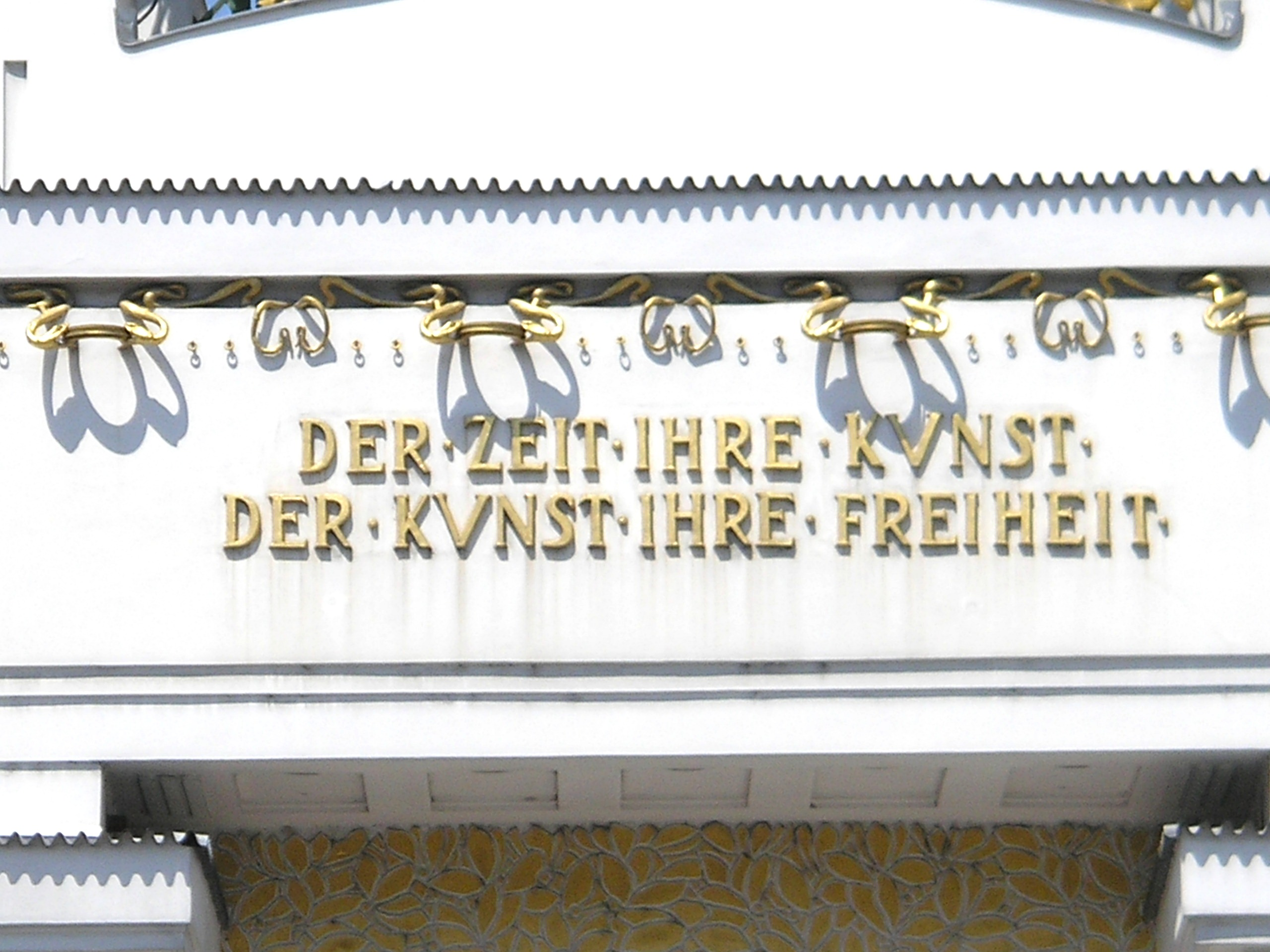
Każdej epoce jej sztuka. Sztuce – wolność –  motto secesji
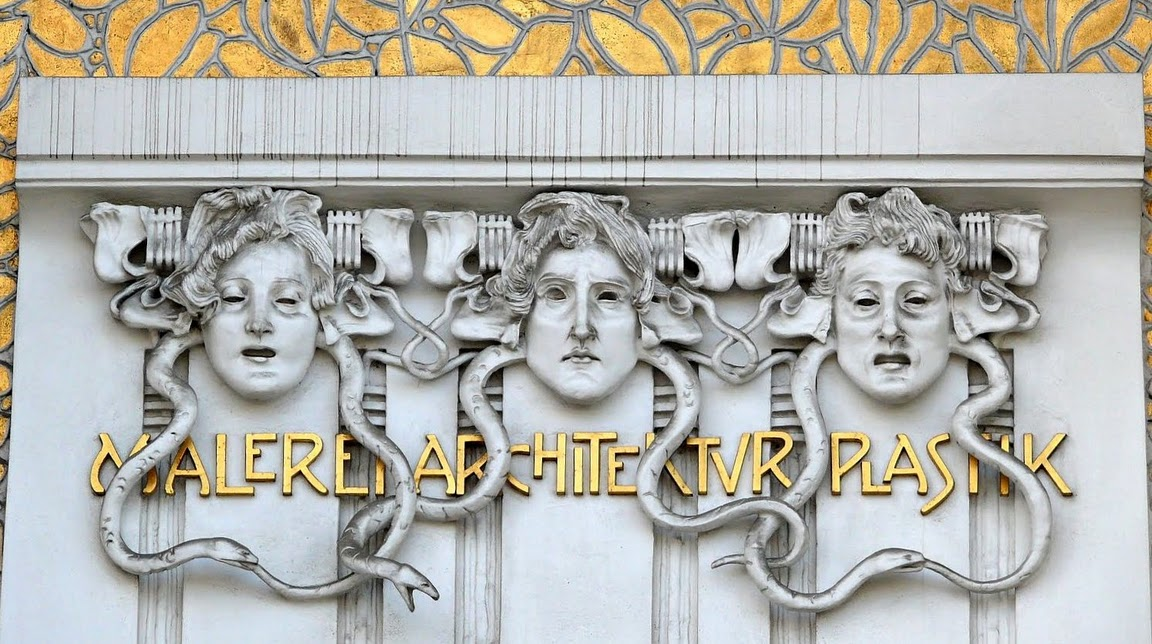
Trzy Gorgony autorstwa Othmara Schimkowitza
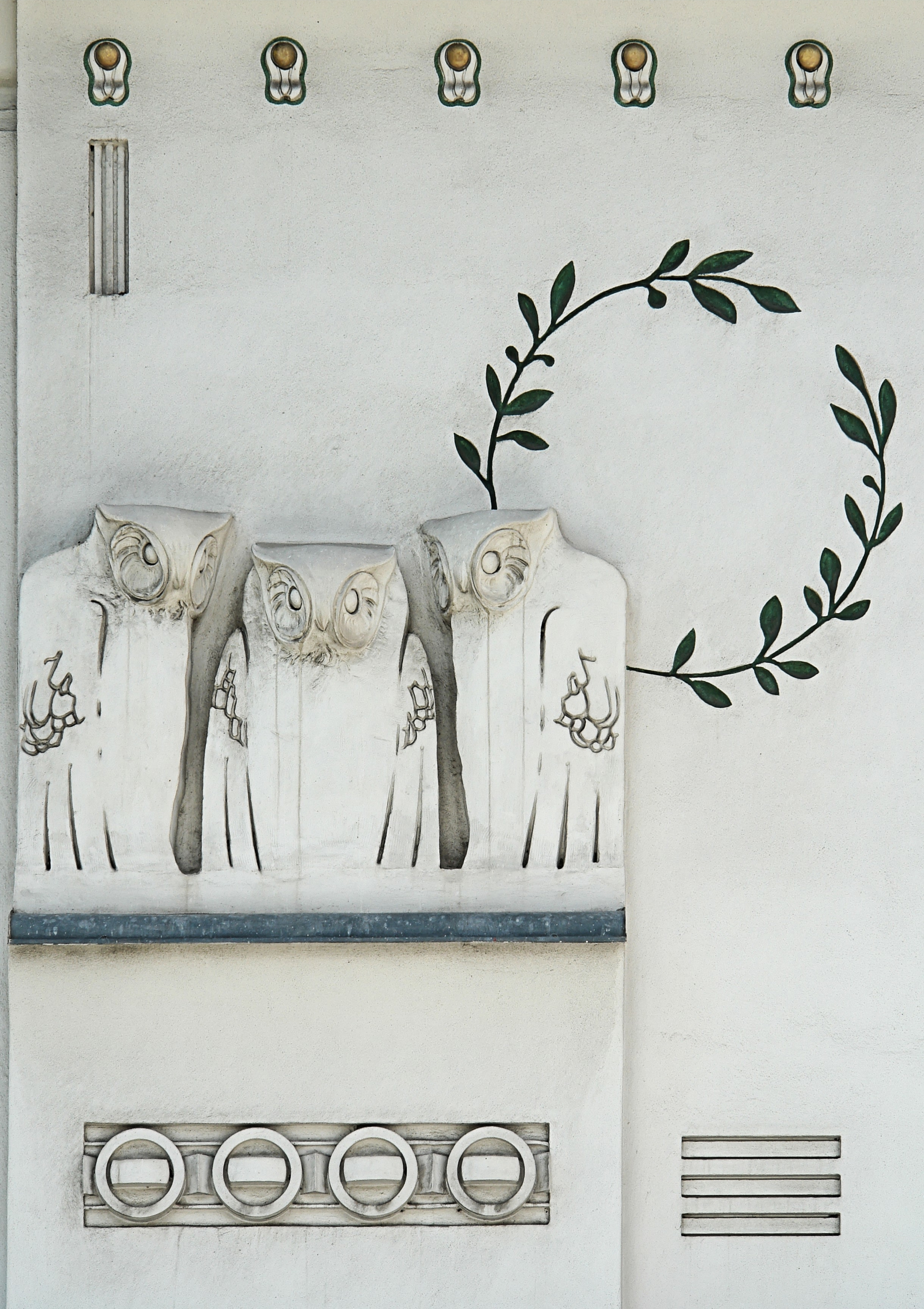
Sowy autorstwa Kolomana Mosera
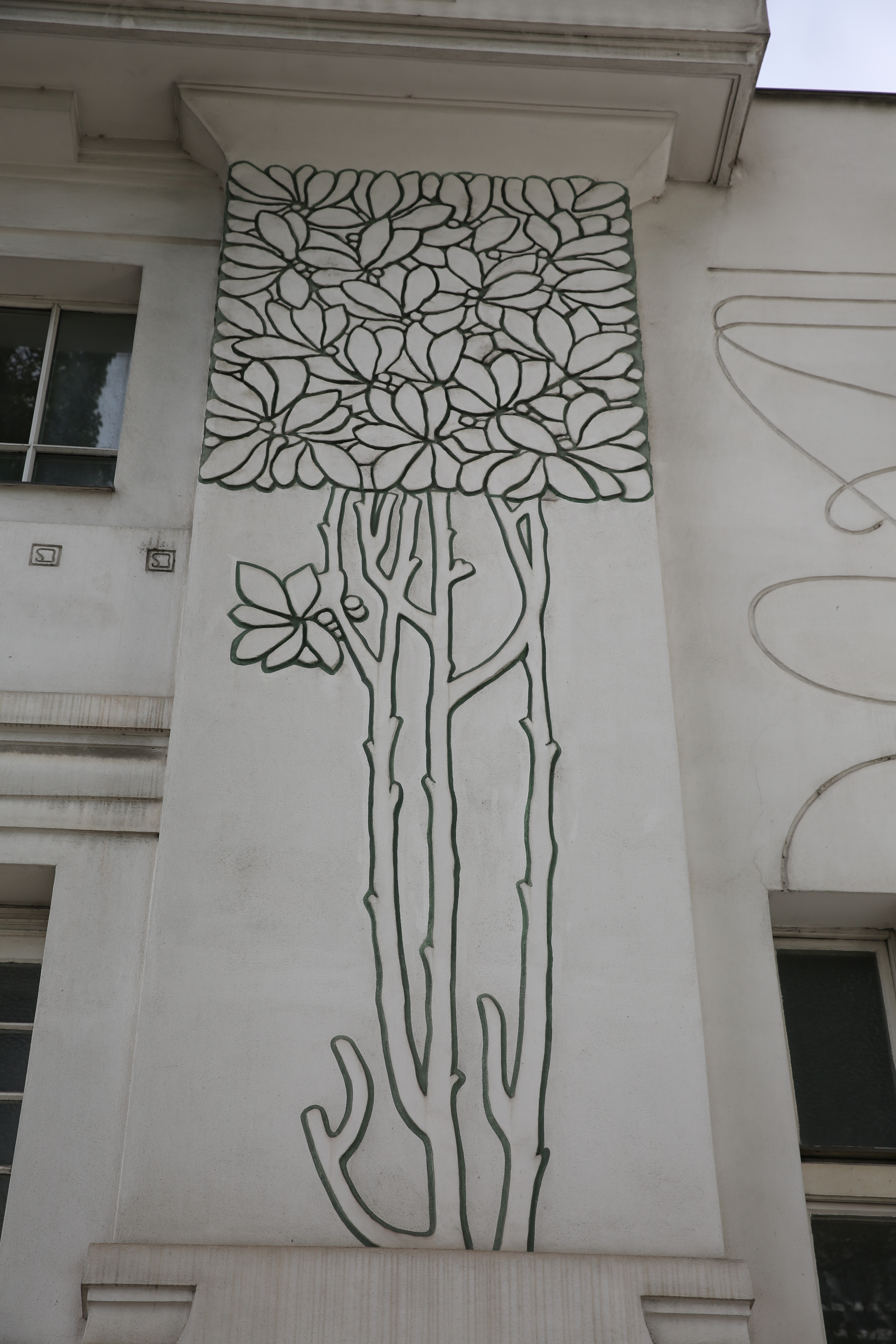
Freski na fasadzie domu Secesji
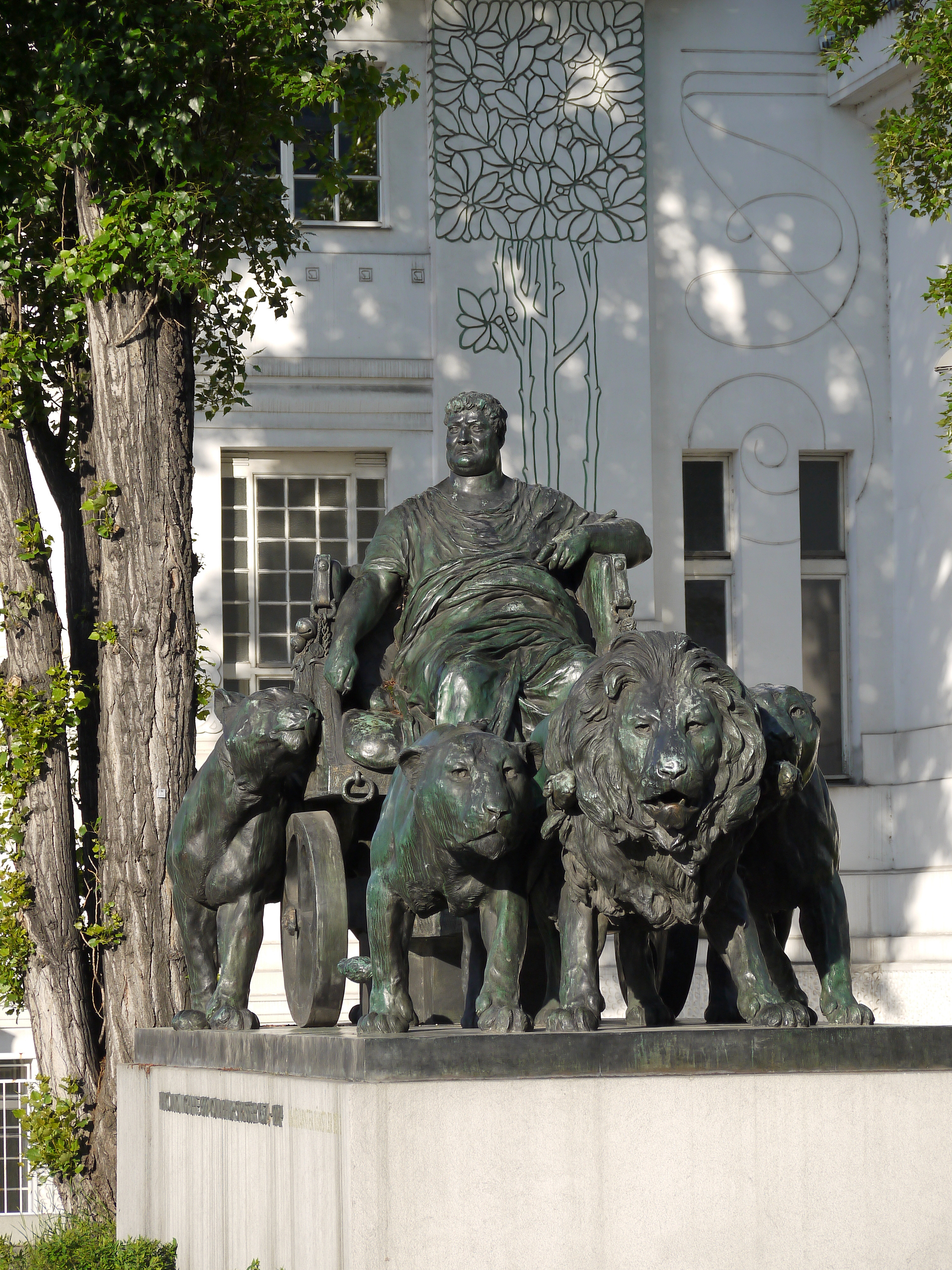
Grupa Marka Antoniusza – autorstwa Arthura Strassera
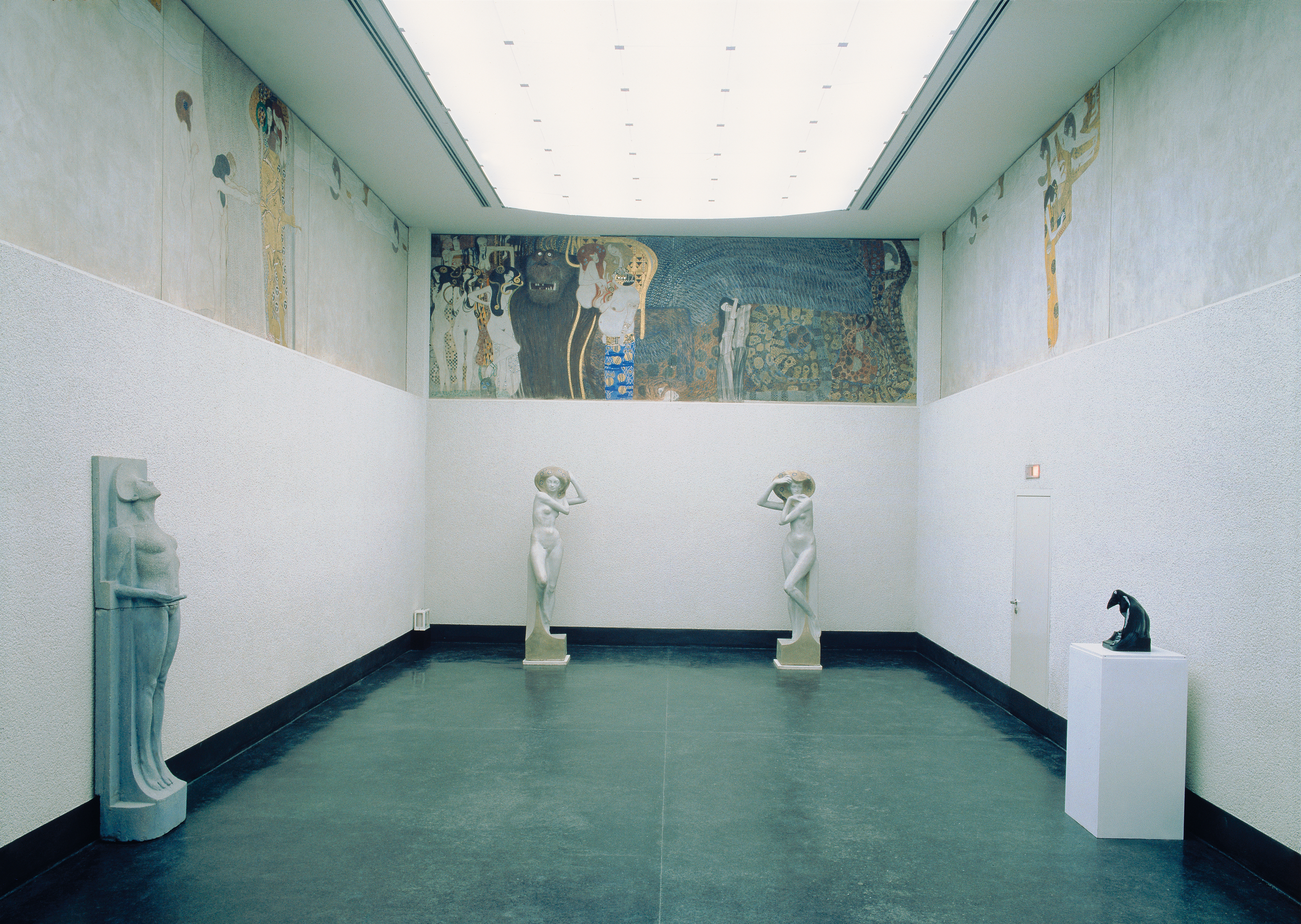
Gustav Klimt –  Beethoven fresk
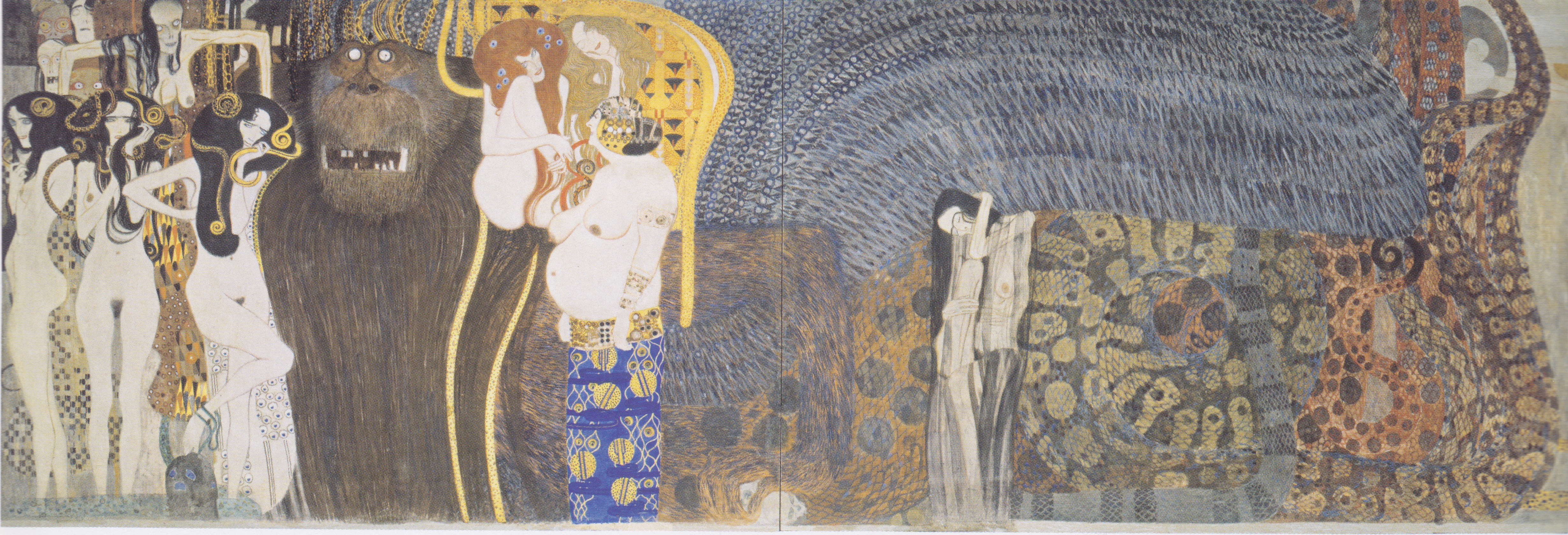
Beethoven fresk – część środkowa
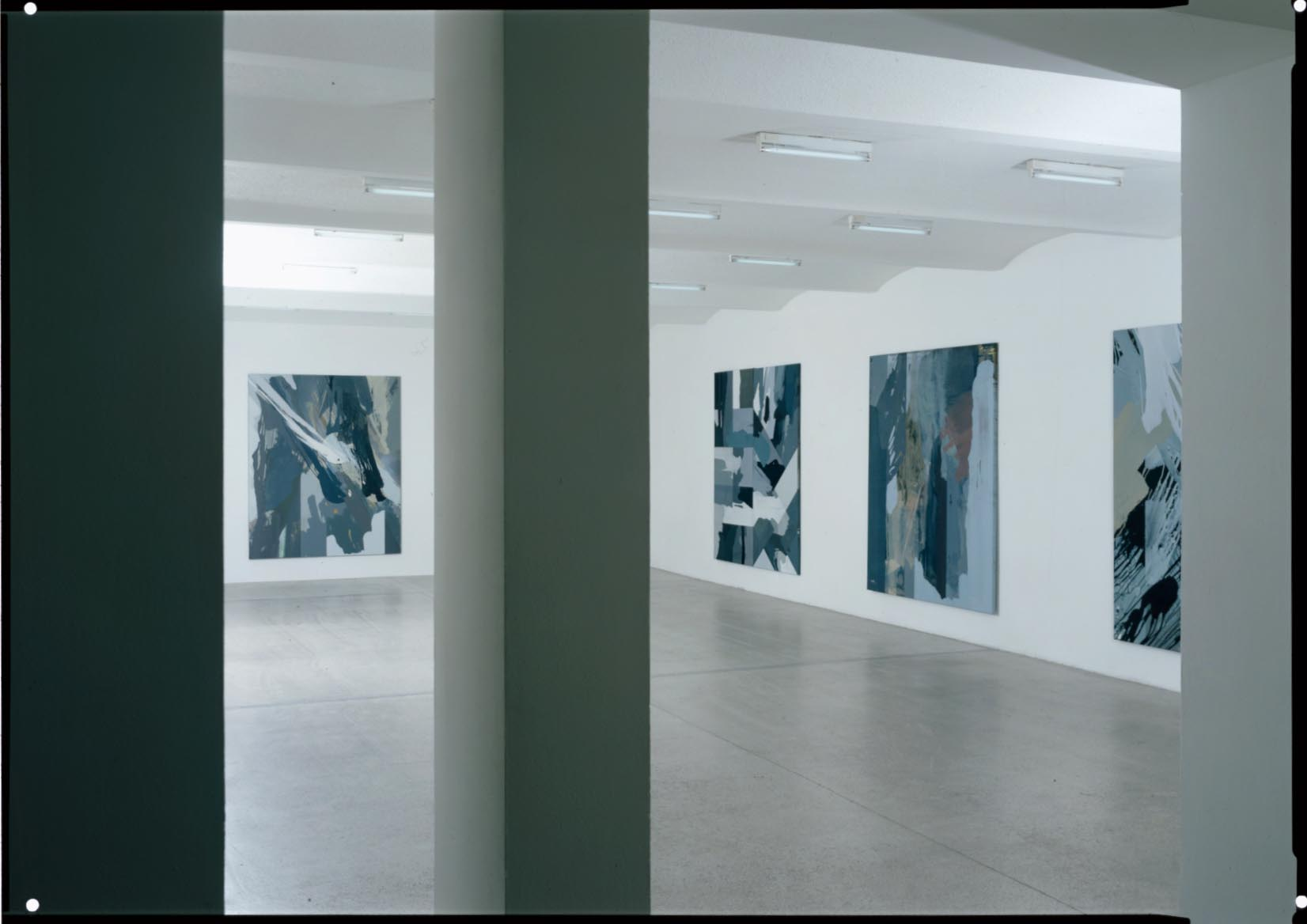
Sala wystawowa w domu Secesji
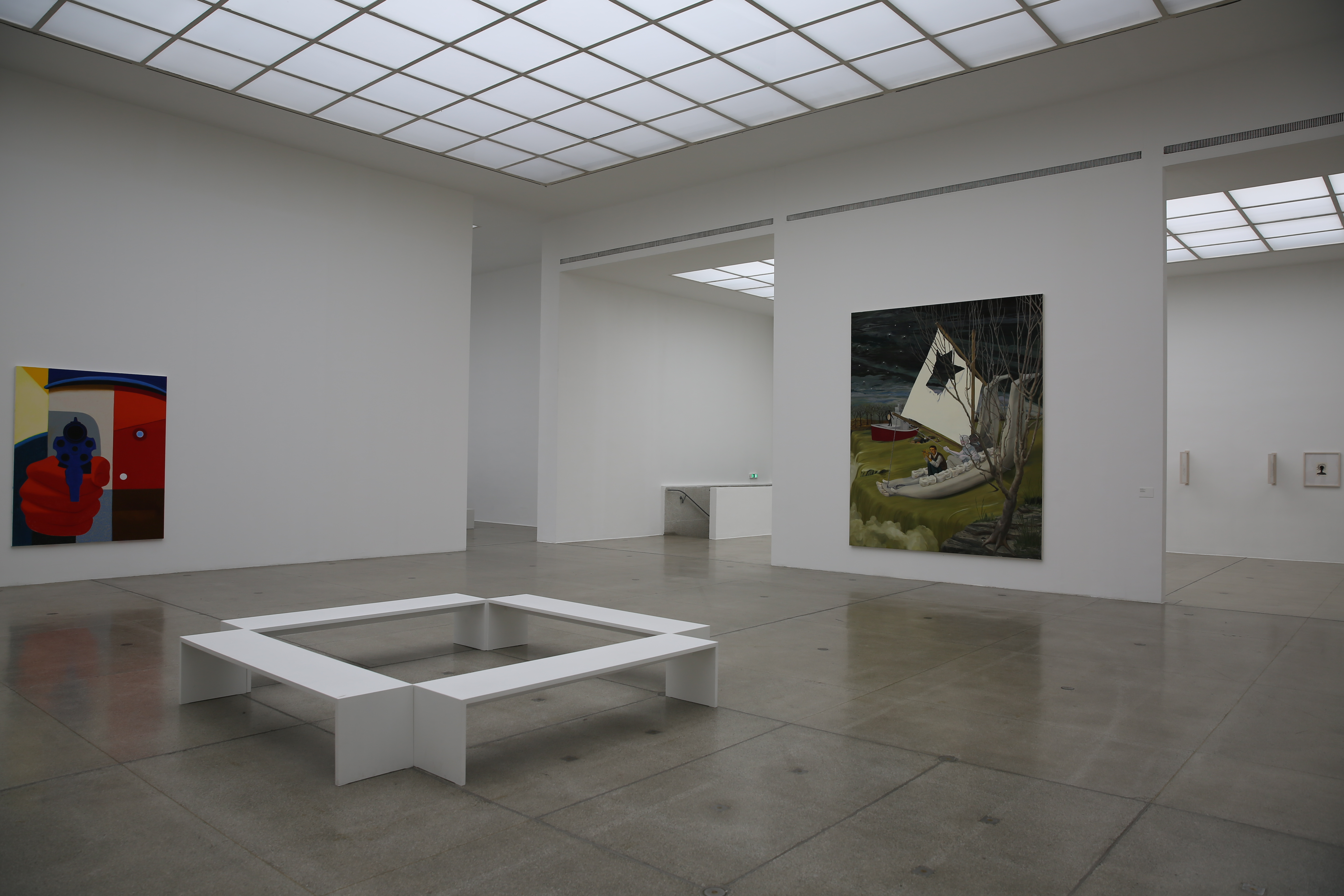
Sala wystawowa domu Secesji
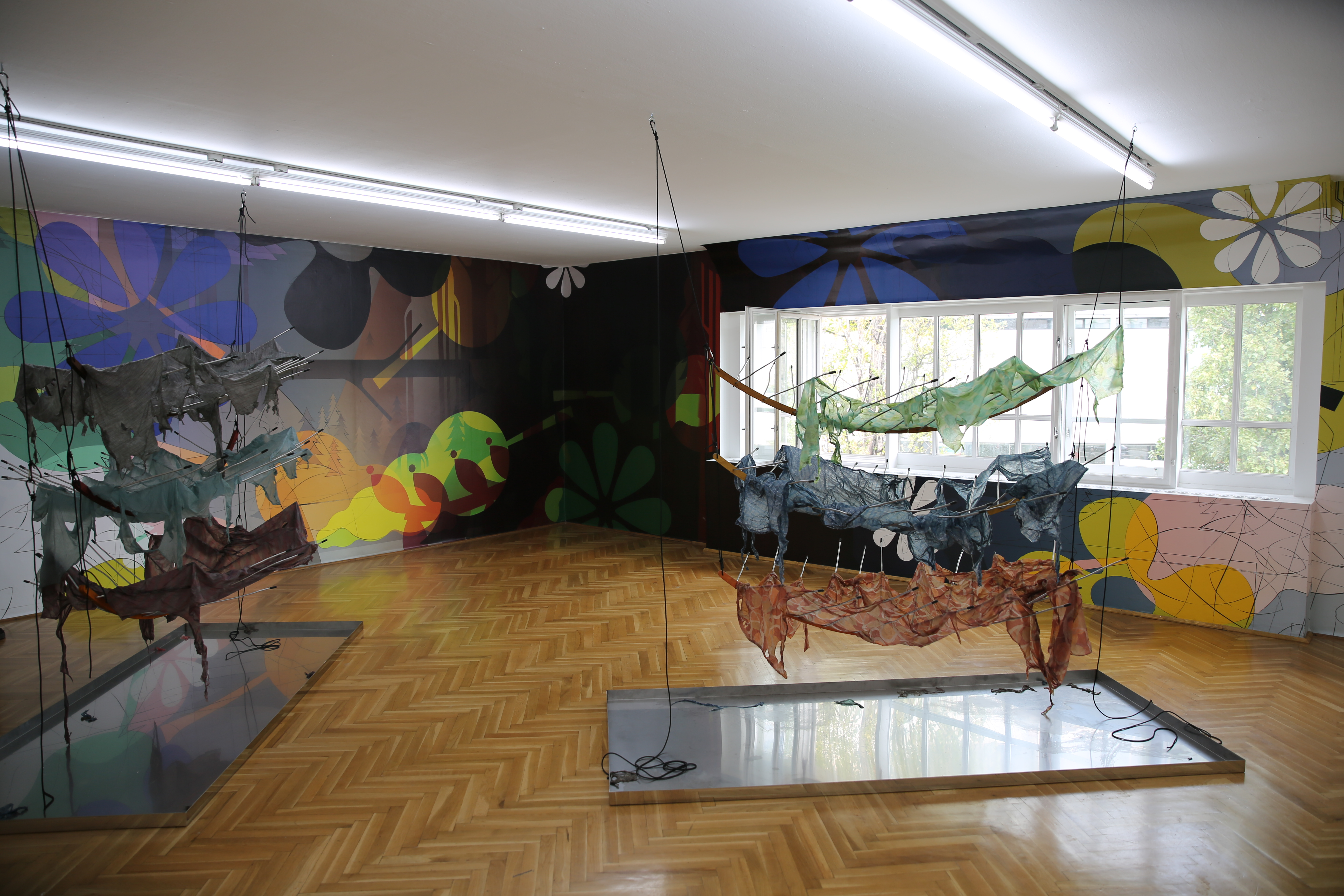
Sala wystawowa w domu Secesji
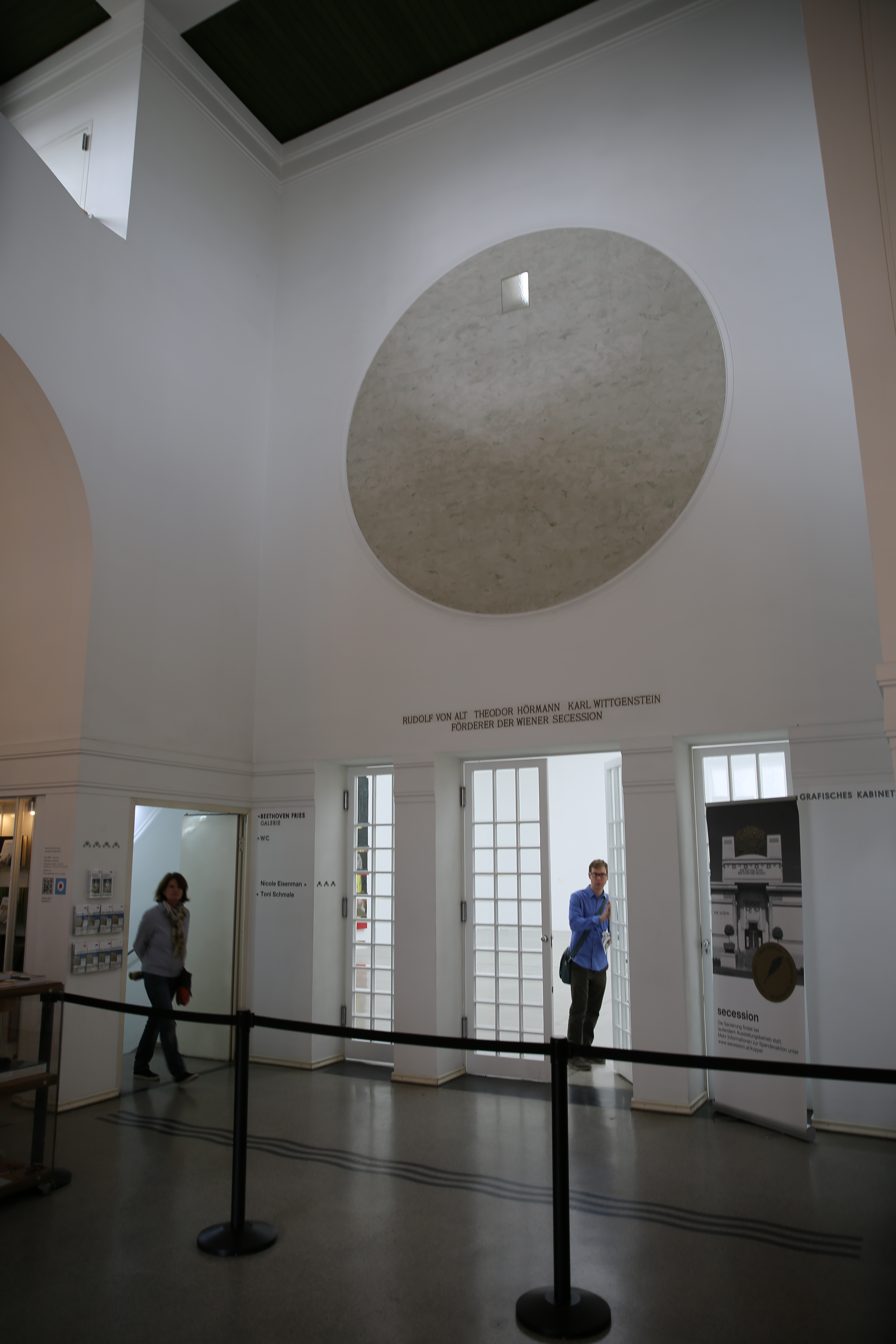
Hol w domu Secesji